# Герена (квартал на Кюстендил)
„Герена“ е квартал в град Кюстендил.

## Разположение и граници
Квартал „Герена“ се намира в югоизточната част на Кюстендил. Разположен е между ул. „Пролет“, ул. „Георги Христов“ и ул. „Пиянец“. Устройственият план на квартала е одобрен с Решение № 61/26.03.2004 г. на Общинския съвет в Кюстендил.

## Обществени институции и инфраструктура
В квартала преобладава многоетажното жилищно панелно строителство (серия Бс-69-Сф). В квартала се намират Професионалната техническа гимназия „Джон Атанасов“, 7-о ОУ „Ильо Войвода“, Читалище „Ильо войвода“, административната сграда на „Винпром“, както и множество търговски обекти.